# Lagrange-Dichte
Die Lagrange-Dichte {\displaystyle {\mathcal {L}}} (nach dem Mathematiker Joseph-Louis Lagrange) spielt in der theoretischen Physik eine Rolle bei der Betrachtung von Feldern. Sie beschreibt die Dichte der Lagrange-Funktion {\displaystyle L} in einem Volumenelement. Daher ist die Lagrange-Funktion definiert als das Integral der Lagrange-Dichte über dem betrachteten Volumen:
{\displaystyle L=\int \mathrm {d} ^{3}r{\mathcal {L}}=\iiint \mathrm {d} x\,\mathrm {d} y\,\mathrm {d} z\,{\mathcal {L}}\left(\phi ,{\frac {\partial \phi }{\partial t}},{\frac {\partial \phi }{\partial x}},{\frac {\partial \phi }{\partial y}},{\frac {\partial \phi }{\partial z}},t\right)}
mit dem betrachteten Feld {\displaystyle \phi (x,y,z,t)}.
Der eigentliche Zweck der Lagrange-Dichte ist die Beschreibung von Feldern durch Bewegungsgleichungen. So, wie man die Lagrange-Gleichungen zweiter Art aus dem Hamiltonschen Prinzip erhält, kann man die Lagrange-Gleichungen für Felder aus dem Hamiltonschen Prinzip für Felder erhalten (Herleitung). Entsprechend lautet die Bewegungsgleichung:
{\displaystyle {\frac {\partial {\mathcal {L}}}{\partial \phi _{i}}}-{\frac {\partial }{\partial t}}{\frac {\partial {\mathcal {L}}}{\partial {\frac {\partial \phi _{i}}{\partial t}}}}-\sum _{j=1}^{3}{\frac {\partial }{\partial x_{j}}}{\frac {\partial {\mathcal {L}}}{\partial {\frac {\partial \phi _{i}}{\partial x_{j}}}}}={\frac {\partial {\mathcal {L}}}{\partial \phi _{i}}}-\partial _{\mu }{\frac {\partial {\mathcal {L}}}{\partial (\partial _{\mu }\phi _{i})}}=0}.

## Beispiel

Beispielhafte Lösung der Bewegungsgleichung einer schwingenden Saite (String) in 3 Dimensionen. Parameter:, Animation läuft mit 10 % der tatsächlichen Geschwindigkeit.

Für eine in einer Dimension schwingende Saite ergibt sich für die Lagrange-Dichte
{\displaystyle {\mathcal {L}}={\frac {1}{2}}\left[\mu \left({\frac {\partial \phi }{\partial t}}\right)^{2}-E\left({\frac {\partial \phi }{\partial x}}\right)^{2}\right]}
In diesem Beispiel bedeuten: 
{\displaystyle \phi =\phi (x,t)} die Auslenkung eines Punktes der Saite aus der Ruhelage (Feldvariable)
{\displaystyle \mu } die lineare Massendichte
{\displaystyle E} den Elastizitätsmodul
Mit dieser Lagrange-Dichte ergibt sich
{\displaystyle {\frac {\partial {\mathcal {L}}}{\partial \phi }}=0}
{\displaystyle {\frac {\partial {\mathcal {L}}}{\partial {\frac {\partial \phi }{\partial t}}}}=\mu {\frac {\partial \phi }{\partial t}}}
{\displaystyle {\frac {\partial {\mathcal {L}}}{\partial {\frac {\partial \phi }{\partial x}}}}=-E{\frac {\partial \phi }{\partial x}}}
Damit ergibt sich für die Bewegungsgleichung der schwingenden Saite
{\displaystyle E{\frac {\partial ^{2}\phi }{\partial x^{2}}}-\mu {\frac {\partial ^{2}\phi }{\partial t^{2}}}=0}

## Anwendung in der Relativitätstheorie
Anwendung findet die Beschreibung physikalischer Vorgänge über die Lagrange-Dichte statt über die Lagrange-Funktion vor allem in relativistischen Vorgängen. Hier ist eine kovariante Darstellung der Lagrange-Funktion gewünscht, dann ist die Wirkung über
{\displaystyle S=\int \mathrm {d} ^{4}x\,{\sqrt {-g}}\,{\mathcal {L}}}
definiert, wobei {\displaystyle g} die Determinante des metrischen Tensors ist. Damit ist die Lagrange-Funktion ein Lorentz-Pseudoskalar, also invariant unter Lorentz-Transformationen:
{\displaystyle {\mathcal {L}}'(x_{\mu })={\mathcal {L}}(x'_{\mu })={\mathcal {L}}(x_{\mu })} mit {\displaystyle x'_{\mu }=\Lambda _{\mu \nu }x^{\nu }}, wobei {\displaystyle \Lambda _{\mu \nu }} der Lorentz-Transformationstensor ist.